# Бишле
Бишле (фр. Buchelay) насеље је и општина у Француској у региону Париски регион, у департману Ивлен која припада префектури Мант ла Жоли.
По подацима из 2011. године у општини је живело 2406 становника, а густина насељености је износила 487,04 становника/km². Општина се простире на површини од 4,94 km². Налази се на средњој надморској висини од 59 метара (максималној 128 m, а минималној 26 m).

## Демографија
| 1962. | 1968. | 1975. | 1982. | 1990. | 1999. | 2011. |
| ----- | ----- | ----- | ----- | ----- | ----- | ----- |
| 715   | 1.090 | 1.064 | 1.043 | 2.066 | 2.203 | 2.406 |

График промене броја становника у току последњих година